# Рагозины
Рагозины (Рогозины) — старинный русский дворянский род, восходящий к первой половине XVI века.
В Гербовник внесены две фамилии Рагозиных:
1. Потомство Степана Иевлевича Рагозина, владевшего поместьями в 1635 г. (Герб. Часть VIII. № 80).
2. Рагозины, предки которых жалованы поместьями в 1686 г. (Герб. Часть IV. № 130)[2].

Род дворян Рогозиных был внесён дворянскими депутатскими собраниями в VI, II и III части дворянских родословных книг Тверской, Владимирской, Воронежской, Московской, Орловской, Рязанской, Саратовской, Тамбовской, Тульской, Калужской и Курской губерний Российской империи и был утверждён Герольдией Правительствующего Сената в древнем дворянстве.

## Происхождение и история рода
В синодик московского Успенского Кремлёвского собора внесены для вечного поминовения погибшие в Стародубе от литовцев: Стефан и Тимофей Ивановичи, Иван Меньшой, Афанасий Васильевич Рагозины (1535). Опричниками Ивана Грозного числились Матвей и Фёдор Рагозины (1573).  Иван Степанович Рогозин — был воеводой в Ливнах (1628), Герасим Семенович Рагозин — стольник и воевода в г. Судже (1664-?).
В XVI—XVIII веках многие представители разветвлённого рода Рагозиных на протяжении нескольких поколений служили митрополитам и Святейшему Патриарху. Фёдор и Кузьма Рогозины были дьяками патриарха Филарета Никитича, Семён Никитич Рагозин и его сын Прокофий — дворянами патриарха Иоакима. В списке патриарших дворян и детей боярских при патриархе Адриане (1691) всего поименованы 209 человек, из них Рагозиных — 16 (больше только Всеволоцких — 22 человека; и Григоровых — 17).

## Описание гербов

#### Герб. Часть IV. № 130.
Герб рода Рагозиных: щит разделён горизонтально на две части, из них в верхней в голубом поле изображена рука в золотых латах с серебряной саблей. В нижней части в серебряном поле золотой хлебный сноп.
На щите дворянский коронованный шлем. Нашлемник: три страусовых пера. Намёт на щите голубой, подложенный золотом.

#### Герб. Часть VIII. № 80.
Герб потомства Степана Иевлевича Рагозина: в вершине щита, имеющего зелёное поле, находится золотой крест и диагонально с правого верхнего к левому нижнему углу изображена красная волнистая полоса (польский герб Кмита). Щит увенчан дворянским шлемом и короной, на поверхности которой между двух золотых рогов виден идущий в правую сторону лев. Намёт на щите зелёный, подложенный золотом.

## Известные представители
- Рагозин Фёдор — осадный голова в Мценске (1615—1616).
- Рагозин Данила — воевода в Кромах (1625—1626).
- Рагозины: Семён Савинович, Данила Иванович и Гаврила Смирнов — мценские городовые дворяне (1627—1629).
- Рагозин Осип Данилович — стольник патриарха Филарета (1617—1629).
- Рагозины: Фёдор Фёдорович и Семён Иванович — патриаршие стольники (1629), московские дворяне (1636—1640).
- Рагозин Иван Степанович — московский дворянин (1627—1640), воевода в Ливнах (1627—1628), в Михайлове (1630), в Чаронде (1644—1645), в Царёв-Алексееве (1648—1649).
- Рагозины: Фёдор Степанович и Гаврила Иванович — московские дворяне (1636—1640).
- Рагозин Яков Сергеевич — воевода в Лаишеве (1644—1647).
- Рагозин Дмитрий Иванович — стряпчий (1658—1676), воевода в Остре (1668), стольник (1678).
- Рагозин Иван Степанович — дьяк (1668—1677), воевода в Киеве (1675—1677) (ум. 1679).
- Рагозин Афанасий Гаврилович — стряпчий (1676), стольник (1677—1692), воевода в Валуйках (1695—1697).
- Рагозин Сергей Васильевич — стольник царицы Прасковьи Фёдоровны (1692).
- Рагозины: Матвей Гаврилович, Иван Фёдорович, Андрей Кириллович — стряпчие (1692).
- Рагозины: Фёдор Тимофеевич, Терентий Васильевич, Герасим Семёнович, Давыд Дмитриевич, Афанасий Кириллович — московские дворяне (1692).
- Рагозины: Яков Герасимович, Сергей Яковлевич, Василий Иванович — стольники (1676—1693)[11][12].
- Рагозин, Виктор Иванович (1833—1901) — один из основоположников российской нефтяной отрасли, почётный инженер-технолог.